# Aeroportul Kapuskasing
Aeroportul Kapuskasing (IATA: YYU, ICAO: CYYU) este un aeroport din Ontario, Canada ce deservește zona Kapuskasing⁠(d). A fost numit după zona deservită.
Situat la o altitudine de 226 m, aeroportul dispune de o singură pistă.